# Lörby IF
Lörby IF (Lörby Idrottsförening) är en idrottsförening från Lörby, Sölvesborg i Sverige. 2016 spelar damfotbollslaget i division 1 södra götaland.

### Fotnoter
1. ↑  http://svenskfotboll.se/cuper-och-serier/information/?fsid=109&flid=26473